# Estació de bombament

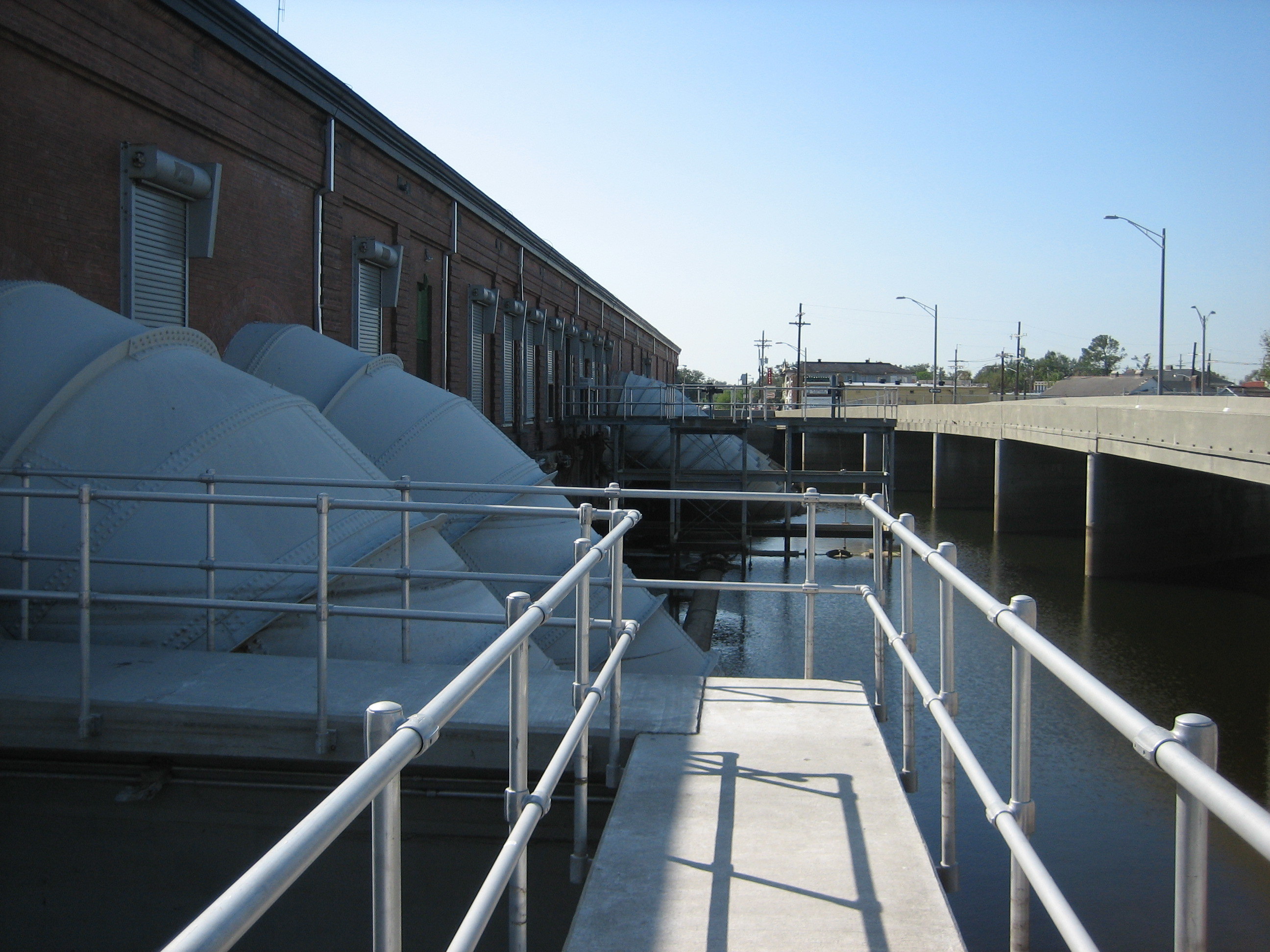
Estació de bombament, part del sistema de drenatge de la ciutat de Nova Orleans.

Les estacions de bombament són estructures destinades a elevar un fluid des d'un nivell energètic inicial a un nivell energètic més gran. El seu ús és molt estès en els diversos camps de l'enginyeria, així, s'utilitzen en:
- Xarxes d'abastament d'aigua potable, on el seu ús és gairebé obligatori, excepte en situacions de centres poblats propers a cadenes muntanyoses, amb deus situats a una cota més;.[3]
- Xarxa de clavegueram, quan els centres poblats se situen en zones molt planes, per evitar que les clavegueres estiguin a profunditats majors als 4—5 m;
- Sistema de reg, en aquest cas són imprescindibles si el reg és amb aigua de pous no artesians;
- Sistema de drenatge, quan el terreny a drenar té una cota inferior al recipient de les aigües drenades;
- En moltes plantes de tractament tant d'aigua potable com d'aigües servides, quan no pot disposar de desnivells suficients en el terreny;[4]
- Un gran nombre de plantes industrials.

Generalment les estacions de bombament consten de les següents parts:
- Reixes;
- Cambra de succió;
- Les bombes pròpiament dites;
- Línia d'impulsió.
- Serveis auxiliars:
  - Dispositius de protecció contra el cop d'ariet;
  - Línia d'alimentació d'energia elèctrica o instal·lació per a emmagatzematge de combustible;
  - Sistema de monitoratge i telecomunicacions

## Subministrament d'aigua del canal
En països amb sistemes de canals, les estacions de bombament també són freqüents. A causa de la manera com funciona el sistema de la resclosa de canal, es perd aigua de la part superior d'un canal cada vegada que passa una embarcació. A més, la majoria de les comportes de les rescloses no són hermètiques, per la qual cosa part de l'aigua es filtra des dels nivells més alts del canal cap als que estan més avall. Òbviament, l'aigua ha de ser reemplaçada o els nivells superiors del canal no contindrien prou aigua per ser navegable en buidar-se.
Els canals generalment s'alimenten desviant l'aigua dels rierols i rius cap a les parts superiors del canal, però si no hi ha una font adequada disponible, es pot fer servir una estació de bombament per mantenir el nivell de l'aigua. Un excel·lent exemple d'una estació de bombament de canal és l'Estació de bombament de Claverton al Canal de Kennet i Avon al sud d'Anglaterra, Regne Unit. Aquesta estació bomba aigua des del proper riu Avon al canal usant bombes impulsades per una roda hidràulica que és impulsada pel riu.
Quan no es disposi d'un subministrament extern d'aigua, es poden fer servir sistemes de retrobombeig. L'aigua s'extreu del canal sota la resclosa més baixa d'un tram i es bomba de tornada a la part superior del tram, a punt perquè passi el vaixell següent. Aquestes instal·lacions solen ser petites.

## Drenatge de la terra

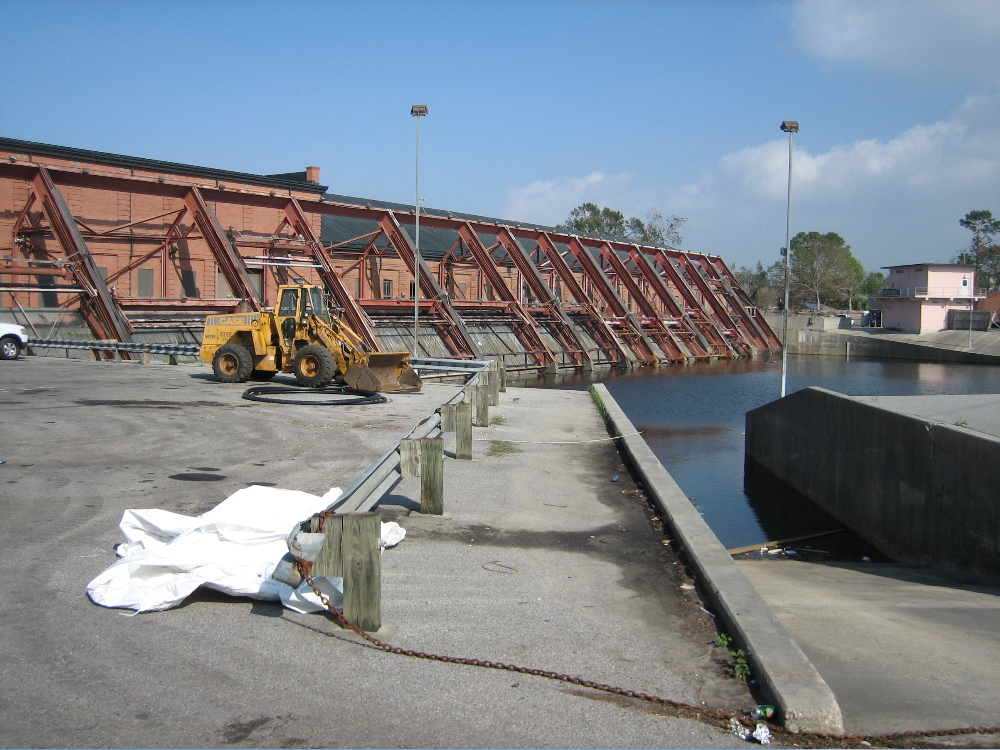
Nova Orleans, Luisiana: Metairie Pumping Station, també coneguda com Pumping Station 6, edifici, construït el 1899, prop de Metairie Road i la capçalera del 17th Street Canal. Ara acull 15 bombes de cargol de fusta, pot traslladar 23.000.000 m^{3} d'aigua al dia.

Quan es drenen àrees baixes de terra, el mètode general és cavar rases de drenatge. No obstant això, si l'àrea està per sota del nivell del mar llavors cal bombar l'aigua cap amunt als canals d'aigua que finalment desemboquen al mar.
Els victorians van entendre aquest concepte, i al Regne Unit van construir estacions de bombament amb bombes hidràuliques, impulsades per motors de vapor per dur a terme aquesta tasca. A Lincolnshire (Regne Unit), grans àrees d'aiguamolls al nivell del mar, anomenats The Fens, es van convertir en riques terres de cultiu mitjançant aquest mètode. La terra és plena de nutrients a causa de l'acumulació de fang sedimentari que va crear la terra inicialment.

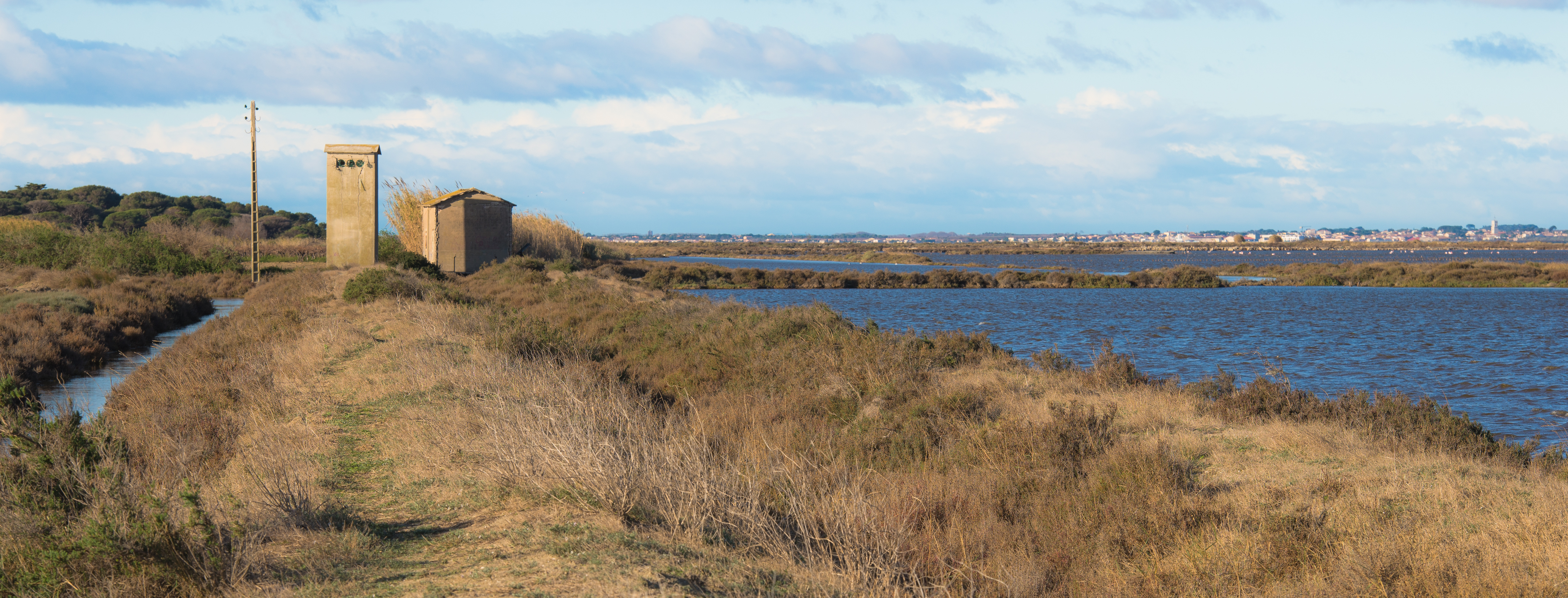
Una estació de bombament de drenatge terrestre a Seta, França.

En altres llocs, les estacions de bombament s'utilitzen per eliminar l'aigua que ha arribat a les àrees baixes com a resultat de fuites o inundacions (a Nova Orleans, per exemple).

### Estació de bombament en paquet
En temps més recents, una "estació de bombament en paquet" proporciona una forma eficient i econòmica d'instal·lar un sistema de drenatge. Són adequats per a serveis mecànics de construcció, recollida i bombament de líquids com aigües superficials, aigües residuals o aigües residuals de zones on no és possible el drenatge per gravetat.
Una estació de bombament de paquet és un sistema integrat, construït en una carcassa fabricada amb materials forts i resistents als impactes, com formigó prefabricat, polietilè o plàstic reforçat amb vidre. La unitat se subministra amb la canonada interna muntada, premuntada i llesta per a la seva instal·lació a terra, després d'això s'instal·len les bombes submergibles i l'equip de control. Les funcions poden incloure controls per a un funcionament totalment automàtic; una indicació d'alarma dalt nivell, en cas de falla de la bomba; i possiblement un sistema de carril guia/acoblament automàtic/pedestal, per permetre una fàcil extracció de les bombes per al seu manteniment.
Els sistemes tradicionals construïts al lloc tenen els components de la volta de vàlvules instal·lats en una estructura separada. Tenir dos components estructurals pot donar lloc a problemes potencialment greus al lloc, com assentaments desiguals entre els components, la qual cosa genera tensió i falles a les canonades i les connexions entre els components. El desenvolupament d'un sistema d'estació de bombament empacat va combinar tots els components en una sola carcassa que no només elimina els problemes d'assentament irregular, sinó que la plomeria prèvia i l'equipament de cada unitat abans de la instal·lació poden reduir el cost i el temps involucrats amb l'obra civil i la mà d'obra al lloc.

## Estacions de bombament d'aigua
Les estacions de bombament d'aigua es diferencien de les estacions de bombament d'aigües residuals en el fet que no cal dimensionar-les per tenir en compte els cabals màxims elevats. Les estacions de bombament d'aigua poden caure en qualsevol de les cinc categories generals següents:
- Bomba de font (com un pou) que es descarrega en un tanc elevat
- Bombeig d'aigua crua d'un riu o llac
- Bombeig de reforç en línia a un tanc elevat
- Bombeig d'alt servei d'aigua tractada a alta pressió
- Amplificador de sistema distribuït sense tanc d'emmagatzematge al sistema de canonades

Les estacions de bombament d'aigua es construeixen en àrees on la demanda o demanda projectada està raonablement definida i depèn d'una combinació de les necessitats del client i els requisits de flux d'incendis. El consum mitjà anual d'aigua per càpita, les hores escaig i el màxim diari poden variar molt a causa de factors com el clima, els nivells d'ingressos, la població i les proporcions d'usuaris residencials, comercials i industrials.

## Estacions de bombament d'aigües residuals

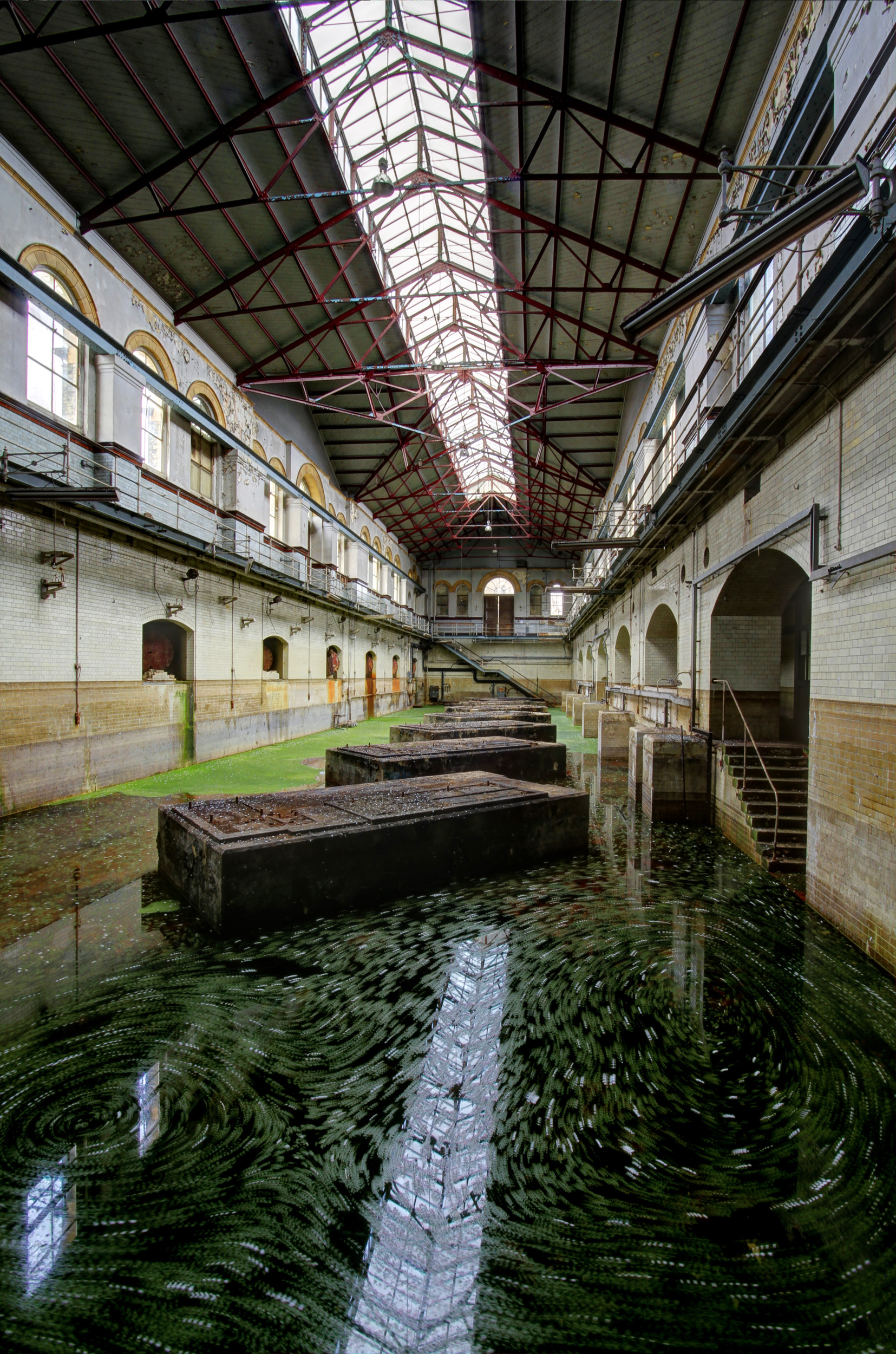
La inundada estació de bombament C del sistema Abbey Mills, a l'est de Londres, actualment. Les plataformes de formigó solien allotjar grans conjunts de motor/bomba que portaven les aigües residuals d'un drenatge principal profund a diversos desguassos de desguàs, allunyant-les del centre de la ciutat.

Les estacions de bombament en els sistemes de recol·lecció d'aigües residuals normalment estan dissenyades per manejar aigües residuals sense tractar que s'alimenten de canonades subterrànies per gravetat (canonades que estan inclinades perquè un líquid pugui fluir en una direcció sota la gravetat ). Les aigües residuals s'introdueixen i s'emmagatzemen en un pou, comunament conegut com a pou humit. El pou està equipat amb instrumentació elèctrica per detectar el nivell d‟aigües residuals presents. Quan el nivell de les aigües residuals s'eleva a un punt predeterminat, s'engegarà una bomba per elevar les aigües residuals cap amunt a través d'un sistema de canonades pressuritzades anomenat canonada de força de clavegueram si les aigües residuals es transporten a una distància significativa. L'estació de bombament pot ser anomenada una estació de bombament si la bomba només desemboca en una boca de claveguera de gravetat a prop. A partir d'aquí, el cicle comença de nou fins que les aigües residuals arriben al punt de destinació, generalment una planta de tractament. Amb aquest mètode, les estacions de bombament s'utilitzen per traslladar les deixalles a elevacions més altes. En cas d'alts fluxos d'aigües residuals cap al pou (per exemple, durant períodes de flux màxim i clima humit) s'utilitzaran bombes addicionals. Si això és insuficient, o en el cas de falla de l'estació de bombament, pot passar un embús en el sistema de clavegueram, cosa que porta a un desbordament del clavegueram sanitari, és a dir, la descàrrega d'aigües residuals sense tractar el medi ambient.
Les estacions de bombament d'aigües residuals es dissenyen típicament de manera que una bomba o un conjunt de bombes manegin les condicions normals de flux màxim. La redundància està integrada al sistema perquè, en cas que una bomba estigui fora de servei, la bomba o bombes restants manejaran el flux dissenyat. El volum d'emmagatzematge del pou humit entre les configuracions de "bomba encesa" i "bomba apagada" està dissenyat per minimitzar les arrencades i parades de la bomba, però no és un temps de retenció tan llarg com per permetre que les aigües residuals al pou humit es tornin sèptiques.
Les bombes d'aigües residuals són gairebé sempre bombes centrífugues de succió final amb impulsors oberts i estan especialment dissenyades amb un gran pas obert per evitar obstruccions amb runes o enrotllar runes fibroses a l'impulsor. Un motor d'inducció de CA de quatre o sis pols impulsa normalment la bomba. En lloc de proporcionar grans conductes oberts, algunes bombes, típicament bombes d'aigües residuals més petites, també maceren els sòlids dins les aigües residuals descomponent-los en parts més petites que poden passar més fàcilment a través de l'impulsor.
L'interior d'una estació de bombament d'aigües residuals és un lloc molt perillós. Els gasos verinosos, com el metà i el sulfur d'hidrogen, poden acumular-se al pou humit; una persona mal equipada que entra al pou es veu afectada pels fums molt ràpidament. Qualsevol entrada al pou humit requereix el mètode d'entrada correcte a espais confinats per a un entorn perillós. Per minimitzar la necessitat d'entrada, normalment la instal·lació està dissenyada per permetre que les bombes i altres equips es retirin de l'exterior del pou humit.
Les estacions tradicionals de bombament d'aigües residuals incorporen tant un pou humit com un pou sec. Sovint aquests són la mateixa estructura separats per una divisió interna. En aquesta configuració, les bombes s'instal·len per sota del nivell del terra a la base del pou sec perquè les seves entrades estiguin per sota del nivell de l'aigua a l'arrencada de la bomba, engreixant la bomba i també maximitzant el NPSH disponible. Nominalment, estan aïllats de les aigües residuals al pou humit, els pous secs són espais subterranis, confinats i requereixen les precaucions adequades per ingressar. A més, qualsevol falla o fugida de les bombes o canonades pot descarregar aigües residuals directament al pou sec amb una inundació completa que no és un fet infreqüent. Com a resultat, els motors elèctrics es munten normalment per sobre del sobreeixidor, el nivell superior de l'aigua del pou humit, generalment per sobre del nivell del terra, i accionen les bombes d'aigües residuals a través d'un eix vertical estès. Per protegir els motors sobre el terra de la intempèrie, normalment es construeixen petites cases de bombes, que també incorporen l'aparell elèctric i l'electrònica de control. Aquestes són les parts visibles d'una estació de bombament d'aigües residuals tradicional, encara que en general són més petites que els pous subterranis humits i secs.
Les estacions de bombament més modernes no requereixen un pou sec o una casa de bombes i generalment consisteixen només en un pou humit. En aquesta configuració, les bombes submergibles per a aigües residuals amb un motor elèctric acoblat estretament es munten dins del mateix pou humit, submergides dins les aigües residuals. Les bombes submergibles es munten en dos rails de guia verticals i es segellen en un peu d'ànec fix permanentment, que forma tant un suport com un colze vertical per a la canonada de descàrrega. Per a manteniment o reemplaçament, les bombes submergibles s'aixequen amb una cadena des del peu d'ànec i pugen pels dos rails de guia fins al nivell de manteniment (normalment el terra). La reinstal·lació de les bombes simplement inverteix aquest procés amb la bomba que es torna a muntar als rails de guia i es baixa sobre el peu d'ànec on el pes de la bomba el torna a segellar. Com que els motors estan segellats i el clima no és una preocupació.
A causa dels problemes de salut i seguretat molt reduïts, i la menor empremta i visibilitat, les estacions de bombament d'aigües residuals amb bomba submergible han reemplaçat gairebé completament les estacions de bombament d'aigües residuals tradicionals. A més, un recondicionament d'una estació de bombament tradicional generalment implica convertir-la en una estació de bombament moderna instal·lant submergibles al pou humit, demolint la casa de bombes i retirant el pou sec, sigui despullant-lo o enderrocant la partició interna i fusionant-la amb el pou mullat.

## Controladors electrònics
Els fabricants de bombes sempre han dissenyat i fabricat dispositius electrònics per controlar i supervisar les estacions de bombament. Avui dia també és molt comú utilitzar un controlador lògic programable (PLC) o una Unitat Terminal Remota (RTU) per a aquesta feina, però l'experiència necessària per resoldre certs problemes en particular, fa que sigui fàcil triar cercar per a un controlador de bomba específic.
Les RTU són molt útils en el monitoratge remot de cada estació de bombament des d'una sala de control centralitzada amb sistemes SCADA (Control de supervisió i adquisició de dades). Aquesta configuració pot ser útil per monitorar les falles de la bomba, els nivells i altres alarmes i paràmetres, fent-ho més eficient.

## Esquemes d'emmagatzematge per bombament
Un esquema d'emmagatzematge per bombament és un tipus de central elèctrica per emmagatzemar i produir electricitat per proveir pics de demanda elevats mitjançant el moviment d'aigua entre embassaments a diferents alçades.
En general, l'aigua es canalitza des d'un reservori d'alt nivell a un reservori de baix nivell a través de generadors de turbina que generen electricitat. Això es fa quan cal que l'estació generi energia. Durant els períodes de baixa demanda, com durant la nit, els generadors s'inverteixen per convertir-se en bombes que mouen l'aigua de tornada al dipòsit superior.

## Estacions de bombament notables
Hi ha milers d'estacions de bombament a tot el món, però cal destacar les estacions d'abastiment públic d'aigua a Barcelona. Una és patrimoni del Museu d'Història de la Ciutat de Barcelona, anomenada Casa de l'Aigua. Un altre és un museu en si mateix; el Museu Agbar de les Aigües.